# 1893
Прекрасна епоха • Промислова революція •  Колоніальні імперії •  Національно-визвольні рухи • Робітничий рух

## Геополітична ситуація
У Росії царює імператор Олександр III (до 1894). Російській імперії належить більша частина України, значна частина Польщі, Бессарабія, Закавказзя, Фінляндія, Бухарське ханство, Хівинське ханство. Україну розділено між двома державами — Королівство Галичини та Володимирії належить Австро-Угорщині, Правобережжя, Лівобережжя та Крим — Російській імперії.
В Османській імперії править султан Абдул-Гамід II (до 1909). Під владою османів перебувають Близький Схід, Середземноморське узбережжя Північної Африки частина Балкан, автономна Болгарія.
В Австро-Угорщині править Франц-Йосиф I (до 1916). Імперія охоплює, крім австрійських та угорських земель, Хорватію, Трансильванію, Богемію. В Німецькій імперії править Вільгельм II (до 1918). Німецька імперія має колонії в Африці та в Тихому океані.
Третя французька республіка має колонії в Алжирі, Карибському басейні, Південній Америці в Індокитаї. Королівство Іспанія формально очолює неповнолітній Альфонс XIII (до 1931). Іспанії належать частина островів Карибського басейну, Філіппіни. У Португалії править Карлуш I (до 1908). Португалія має володіння в Африці, Індії, Індійському океані й Індонезії.
У Великій Британії триває Вікторіанська епоха — править королева Вікторія (до 1901). Британська імперія має колонії в Північній Америці, на Карибах, в Африці та в Індостані. Королівство Нідерланди формально очолює неповнолітня королева Вільгельміна (до 1948). Король Данії та Норвегії — Кристіан IX (до 1906), Оскар II сидить на шведському троні (до 1907), на троні Королівства Італія — Умберто I (до 1900).
Гровер Клівленд обіймає посаду президента США. Територію на півночі північноамериканського континенту займає Канадська конфедерація (домініон Великої Британії), територія на півдні континенту належить Мексиці.
В Ірані при владі Каджари. Владу над Індостаном та Бірмою утримує Британська корона, над В'єтнамом, Лаосом і Камбоджею — Франція. У Сіамі править династія Чакрі. У Китаї володарює Династія Цін. У Японії триває період Мейдзі.

## Події

### В Україні
- 5 травня у селі Жужель на Сокальщині в приміщенні першого монастиря Сестер Служебниць Непорочної Діви Марії була заснована перша в Галичині захоронка (дитячий садок).
- Леся Українка опублікувала поему «Давня казка».
- У Львові почала виходити газета Галичанинъ москвофільського спрямування.
- 15 вересня вийшла перша газета в Америці українською мовою «Свобода». Видавником виступив Український Народний Союз.

### У світі
- 17 січня на Гаваях уряд королеви Ліліуокалані повалено за участі морської піхоти США.
- 4 березня Гровер Клівленд удруге присягнув на посаду президента США.
- 10 березня Берег Слонової Кістки став французькою колонією.
- 5 травня почалася паніка 1893, що важку економічну кризу.
- 7 вересня під загрозою загального страйку Федеральний парламент Бельгії встановив загальне виборче право.
- 13 жовтня Франція та Сіам підписали угоду, за якою територія на схід від річки Меконг стала французьким протекторатом Лаосом.
- 23 жовтня виникла Внутрішня македонсько-одринська революційна організація.

### У суспільному житті
- 1 травня відкрилася Всесвітня виставка у Чикаго.
- Засновано
  - Американський університет у США.
  - Незалежну лейбористську партію у Великій Британії.
  - Liverpool Overhead Railway у Великій Британії.
- У Греції відкрито Коринфський канал.
- Нова Зеландія першою у світі надала виборче право жінкам.
- У Парижі з'явилися номерні знаки на автомобілях.
- Калеб Девіс Бредхем винайшов рецепт Пепсі.

### У науці
- Альфред Вернер започаткував координаційну теорію хімічних сполук.
- Едуард Зюсс постулював існування давнього океану Тетіс.
- Вільгельм Він сформулював закон зміщення Віна.
- Янош Чонкі та Донат Банкі подали на патент на карбюратор.
- Засновано журнал «Physical Review».

### У мистецтві
- Генрі Райдер Гаґґард опублікував роман «Дочка Монтесуми».
- Відбулася прем'єра п'єси Оскара Вайлда «Жінка, не варта уваги».
- Патті та Мілдред Гілл написали пісню «Good Morning to All», пізніше відому як «Happy Birthday to You».
- Антонін Дворжак скомпонував «Симфонію № 9, з Нового Світу».
- Едвард Мунк написав першу версію картини «Крик».
- Завершилося будівництво Храму Солт-Лейк.

### У спорті
- Засновано Аргентинську футбольну асоціацію.
- В Амстердамі відбувся перший чемпіонат світу з ковзанярського спорту.
- В Індії почалися змагання з крикету першого класу.

## Народились
Див. також Категорія:Народились 1893
- 12 січня — Герман Герінг, німецький політичний і військовий діяч.
- 3 квітня — Леслі Говард (Ласло Говард Штайнер), англійський кіноактор угорського походження.
- 20 квітня — Гарольд Ллойд, американський комедійний актор, зірка німого кіно.
- 29 квітня — Гарольд Клейтон Юрі, американський хімік.
- 30 квітня — Йоахим фон Ріббентроп, міністр закордонних справ в уряді Адольфа Гітлера (1933-1945 рр.)
- 19 липня — Маяковський Володимир Володимирович, російський поет.
- 21 липня — Ганс Фаллада, німецький письменник.
- 16 вересня — Альберт Сент-Дьорді, угорський біохімік.

## Померли
Див. також Категорія:Померли 1893